# 福州十邑
福州十邑，又名閩中十邑、十邑、閩都十邑。是指舊制福建福州府所轄十個縣，曾因縣域更改而有所變更，但最後大致定下。十邑即是：閩縣、侯官縣（閩侯二縣轄今鼓樓區、臺江區、倉山區、晉安區、馬尾區、閩侯縣）、福清縣（今福清市、平潭縣）、長樂縣（今長樂區）、連江縣、羅源縣、閩清縣、永福縣（今永泰縣）、古田縣、屏南縣。
這十個縣通行閩語福州話，同屬於閩都文化圈，具有共同的文化認同感，認為自己是福州人，這種認同感在海外十邑籍的華僑、華人中尤為顯著，即使在福州市轄境變遷以後（古田縣和屏南縣今歸寧德市轄），古田和屏南籍的華人仍認同自己為福州十邑人。

## 在外侨团
在海外福州人社会中，既有“平潭人在台灣，福清人在日本，連江人在英國，长乐人在美国”的说法，更有“閩清人在詩巫”及“古田人在实兆远”。下列為各地十邑同鄉團體:

### 全球
世界福州十邑同乡总会（1990年于新加坡成立）

### 东亚

#### 香港
香港福州十邑同乡会（1937年成立）

#### 澳門
澳門福州三山(十邑)同鄉會

#### 台湾
- 臺北十邑同乡会[4]
- 臺中市福州十邑同鄉會[3]
- 高雄市福州十邑同鄉會[3]
- 臺東縣福州十一縣市同鄉會[3]

#### 日本
日本福州十邑社团联合总会

### 东南亚

#### 新加坡
- 新加坡福州会馆（1910年成立）
- 新加坡福州十邑商業公會[3]

#### 馬來西亞
马来西亚福州社团联合总会（1966年成立）

#### 泰國
泰国福州十邑同乡会（1991年成立）

#### 汶萊
汶萊福州十邑同鄉會

#### 印尼
印尼東爪哇福州十邑同鄉會

#### 柬埔寨
柬埔寨福州十邑商会

### 美洲

#### 美國
美國福州十邑同鄉會

#### 阿根廷
阿根廷福州十邑同乡会
2010年成立，為世界福州十邑同乡总会在南美地区成立的第一个分会。

### 大洋洲

#### 澳洲
- 澳洲福州十邑同鄉會（新南威尔士）[3]
- 澳洲南澳福州十邑同鄉會[3]
- 澳洲維省福州十邑同鄉會[3]

#### 新西蘭
新西兰福州十邑同乡会

### 欧洲

#### 英國
- 英国福州十邑同乡总会（2011年成立）[7]
- 北爱尔兰福州十邑同乡会（2012年成立）[8]

#### 法國
法国福州十邑同乡会（2015年成立）

#### 德國
德国福州十邑同鄉總會

#### 西班牙
西班牙福州十邑同乡会

## 外部連結
- 福州十邑及其简介[永久][永久]，魅力古田网。